# Schimmelreiter

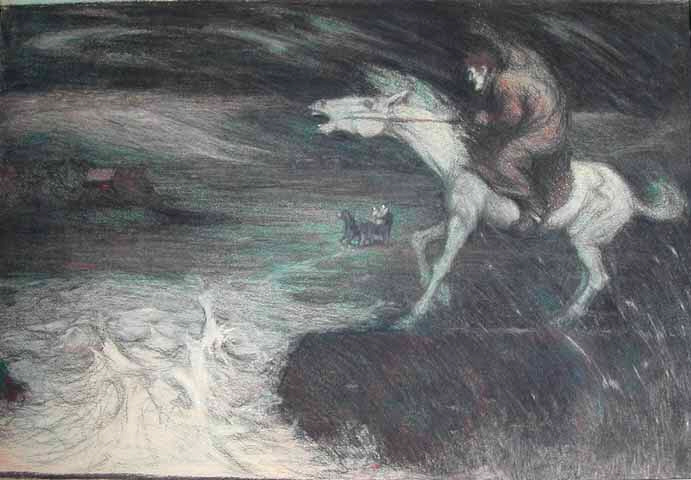

Le schimmelreiter ou schimmel reiter est, dans le folklore germanique et plus précisément en Basse-Saxe et dans l'Altmark, un cheval blanc maléfique ou un cavalier sur un cheval blanc, symboles de la catastrophe marine, qui détruit les digues pendant les tempêtes,.

## Origine
Le schimmelreiter semble être issu du souvenir du cheval sacré des germains, Stengel a noté que les chevaux sacrifiés dans des rites « chtoniens » sont toujours 
blancs, et il semblerait qu'on en retrouve survivance dans les superstitions populaires mettant en scène le schimmelreiter.

## Description
Selon Katharine Briggs, le schimmelreiter est le fantôme le plus souvent mentionné dans le folklore allemand, sous le nom de « der Schimmelreiter », qui signifie « le cavalier sur le cheval blanc ». L'adjectif schimmel indiquerait une couleur grise. Les villageois de Basse-Saxe parlent « du schimmelreiter qui apparaît lorsqu'une tempête les menace ».

## Influences
Au XIXe siècle, des théories qualifiées de « fumeuses » faisaient de saint Martin le successeur du schimmelreiter et d'Odin.

## Symbolique
Le schimmelreiter est considéré comme un « émissaire du monde souterrain ».

### Couleur blanche
La couleur blanche « lunaire » que le schimmelreiter partage avec d'autres créatures similaires est celle des chevaux maudits. Plusieurs ouvrages, comme le Dictionnaire des symboles, s'attachent à cette couleur des chevaux « blêmes et pâles », dont la signification est l'inverse des chevaux blancs ouraniens (comme le Pégase). Il s'agit d'animaux à la blancheur « nocturne, lunaire, froide et vide », comme un suaire ou un fantôme, ils évoquent le deuil, comme la monture blanche de l'un des quatre cavaliers de l'Apocalypse annonce la mort. Henri Gougaud, dans Les animaux magiques de notre univers leur attribue la même symbolique, « nocturne, livide comme les brumes, les fantômes, les suaires ». Il s'agit d'une inversion de la symbolique habituelle à la couleur blanche, une « apparence trompeuse » et une « confusion des genres ». Une étude réalisée en 1995 y voit aussi un archétype des chevaux de la mort, la blanque jument française a ainsi la même symbolique que le schimmelreiter allemand, dont elle est un « proche parent » négatif et sinistre.
En Angleterre et en Allemagne, rencontrer un cheval blanc est signe de mauvais augure ou de mort.